# Jennifer Abel
Jennifer Abel (Laval, Quebec, Canadà, 23 d'agost de 1991) és una saltadora de trampolí quebequesa. Actualment està associada amb Émilie Heymans per a salts sincronitzats. És medallista de bronze olímpic als Jocs Olímpics de Londres 2012, és l'actual campiona dels Jocs de la Mancomunitat, tant en el trampolí d'1 metre i en el trampolí de 3 metres sincronitzats amb Emilie Heymans.

## Carrera
Abel es va convertir en un dels més joves mai bussos del Canadà quan ella tenia els seus Jocs Olímpics de debut a l'edat de 16 en els Jocs Olímpics d'Estiu de 2008. Malgrat no haver-hi medalla en els Jocs Olímpics d'aquest any, Abel va fer aconseguir l'èxit juntament amb el seu soci Emilie Heymans en la circuit de grand Prix, guanyant diverses medalles. [2] El seu treball conjunt continuaria després d'això i Abel guanyaria per experiència Heymans 'que aprofitaria a través de més medalles de Gran Premi fins a l'any 2010.
Ella es va convertir en els Jocs de la Mancomunitat de 2010, tant en el trampolí d'1 metre i el trampolí sincronitzat 3 metres amb Émilie Heymans, així com la celebració d'una Mancomunitat de 2010 de plata en el trampolí de 3 metres. Després que els seus resultats positius, va dir que "Aquesta va ser el meu primer Jocs de la Mancomunitat i jo no esperava de guanyar tantes medalles". Demostra que estic en el camí correcte pels Jocs Olímpics. " L'any 2011, Abel també ha aconseguit una medalla de bronze i una medalla de plata dels campionats del món en el trampolí de 3 metres i els 3 metres sincronitzats de nou amb Heymans. A continuació, va passar a guanyar una medalla de plata amb Heymans en els Jocs Panamericanos de 2011 en l'esdeveniment del trampolí de 3 metres sincronitzats. Per a l'any de 2011, Abel va ser nomenada la Federació Aquàtica de la dona atleta canadenca de l'any.
Als Jocs Olímpics d'Estiu de 2012, va guanyar una medalla de bronze, amb la seva parella Heymans, en l'esdeveniment de bussejo del trampolí de 3 metres sincronitzat femení. En guanyar la seva primera medalla olímpica a l'edat de 20, Abel va dir: "Des del començament de l'any hem estat molt nerviosos per aquest moment. Crec que es necessita temps per calmar-te i simplement adonar-se d'això".

## Personal
Ella és ètnicament d'ascendència haitiana.